# Bernat Tarín i Juaneda
Bernat Tarín i Juaneda, també conegut com a Bernardo Tarín y Juaneda (1857-1925) fou un frare cartoixà, advocat i historiador valencià. Nasqué en València el 26 de novembre de 1857. El seu nom de naixement va ser Francisco Tarín i Juaneda. Estudià Dret a la Universitat Literària, finalitzant en 1879. Va estudiar la història de la Cartoixa de Miraflores on va vestir els hàbits a partir de juliol de 1897. L'any 1913 envià a Vicente Vives Lerín un àlbum amb minuciosos detalls de tota la processó del Corpus. És conegut pel seu llibre La procesión del Corpus en Valencia, en el año 1800, que s'ha convertit en una referència bàsica de la iconografía del Corpus valencià. Va fer aquesta obra mentre vivia a la Cartoixa de Miraflores, on moriria el 1925. El 1978 es va fer una reimpressió de l'obra, amb textos de Manuel Sanchís Guarner i una bibliografia ampliada.